# آساتو مییاگاوا
آساتو مییاگاوا (انگلیسی: Asato Miyagawa؛ زادهٔ ۲۴ فوریهٔ ۱۹۹۸) بازیکن فوتبال است.
وی همچنین در تیم‌های ملی فوتبال زیر ۱۷ سال و تیم ملی فوتبال زیر ۲۰ سال زنان ژاپن بازی کرده‌است.